# Mauro Lucchiari
Mauro Lucchiari (Monselice, 31 maart 1968) is een Italiaans voormalig motorcoureur.

## Carrière
Lucchiari debuteerde in 1991 in het Italiaans kampioenschap superbike, waarin hij op een Ducati dertigste werd in de eindstand. Een jaar later werd hij tiende met 53 punten. Ook debuteerde hij dat jaar in het wereldkampioenschap superbike, eveneens voor Ducati, in alle Europese races. Hierin kwam hij enkel in het weekend in Monza tot scoren met een achtste en een dertiende plaats. Hierdoor eindigde hij met 11 punten op plaats 41 in het klassement. In 1993 verbeterde hij zijn positie in het Italiaans kampioenschap naar de negende plaats met 54 punten. Daarnaast reed hij een volledig seizoen in het WK superbike, waarin hij in Misano zijn eerste podiumplaats behaalde. Met 94,5 punten werd hij tiende in het kampioenschap.
In 1994 reed Lucchiari zijn voorlopig laatste seizoen in het Italiaans kampioenschap superbike en stapte hierbinnen over naar een Yamaha. Met 68 punten werd hij achtste in de eindstand. In het WK superbike kwam hij eveneens uit voor Yamaha, maar keerde hij na twee raceweekenden terug naar Ducati. Hij behaalde vier podiumplaatsen in Misano, Assen, Mugello en Donington en werd met 79 punten twaalfde in het kampioenschap. In 1995 reed hij een volledig seizoen in de klasse op een Ducati. Hij won beide races in het weekend in Misano, maar behaalde in de rest van het seizoen geen andere podiumplaatsen. Met 156 punten werd hij negende in het klassement.
In 1997 kwam Lucchiari uit in de nieuwe wereldserie Supersport op een Ducati. Hij reed in totaal vijf races, waarin hij enkel met een elfde plaats in Donington tot scoren kwam. Met 5 punten eindigde hij op plaats 33 in de rangschikking. In 1998 reed hij het volledige seizoen en behaalde hij zijn beste resultaten met zesde plaatsen in Laguna Seca en Brands Hatch. Met 42 punten werd hij elfde in de eindstand. In 1999 keerde hij terug in het WK superbike op een Yamaha. Hij behaalde zijn beste resultaat met een zevende plaats in Spielberg en hij eindgde met 25 punten op plaats 25 in het kampioenschap.
In 2005 keerde Lucchiari na zes jaar terug in het WK superbike op een Yamaha in de races op Imola, maar kwam hierin niet aan de finish. Tevens reed hij in de race op het Circuito Internazionale Santamonica van het Italiaans kampioenschap superbike op een Ducati en werd hierin zevende. In de daaropvolgende twee seizoenen reed hij ook in deze klasse en behaalde in beide jaren een podium op het Circuit Mugello. In 2006 werd hij zevende met 53 punten en in 2007 eindigde hij achter Marco Borciani en Norino Brignola als derde met 75 punten. In 2008 reed hij alleen in de seizoensopener op Mugello, waarin hij opnieuw op het podium eindigde. Hierna werd zijn motorsportcarrière per direct beëindigd nadat hij werd gearresteerd omdat hij meer dan zeven kilogram cocaïne vanuit Zuid-Amerika naar Europa had gesmokkeld. Hij werd veroordeeld tot zes jaar cel.